# متحف العلوم (لندن)
متحف العلوم هو أحد المتاحف الثلاثة الرئيسية في طريق المعارض، جنوب كينغستون، لندن، وهو جزء من المتحف الوطني للعلوم والصناعة. المتحف أيضًا أحد مناطق الجذب السياحي في لندن.
كغيره من المتاحف الوطنية الأخرى الممولة من القطاع العام في المملكة المتحدة، لا يفرض متحف العلوم رسوم دخول.

## وصلات خارجية
- الموقع الرسمي لمتحف العلوم (بالإنجليزية)